# Багута
Багута (біл. вёска Багута) — село в складі Смолевицького району Мінської області, Білорусь. Село підпорядковане Озерицько-Слобідській сільській раді, розташоване в центральній частині області.